# Феодора Комніна (дочка Олексія I)
Феодора Комніна (15 січня 1096, Константинополь, Візантійська імперія — XII століття) — четверта донька візантійського імператора Олексія I Комніна і Ірини Дукені. Вийшла заміж за Костянтина Ангела, поклавши цим шлюбом початок династії Ангелів. За іронією долі, до кінця XII століття її онук Ісаак Ангел скинув з імперського престолу останнього представника династії Комнінів.

## Біографія
Феодора народилася в Константинополі 15 січня 1096 року і була четвертою дочкою візантійського імператора Олексія I Комніна і Ірини Дукені.
Феодора стала дружиною Костянтина Ангела (нар.1085 р. — після липня 1166 року) після 1120 року. Її чоловік був сином Мануїла Ангела, і в подальшому став полководцем Мануїла I Комніна, і 1145 року його призначили командувачем імперського флоту, спрямованого в Сицилію.
У Костянтина і Феодори було кілька дітей:
- Іоанн Дука (нар.1126 р. — пом. 1200 р.) — севастократор[6][7].
- Марія Ангеліна (нар. пр. 1128/30 р.) — вийшла заміж за Костянтина Каміцеса, від якого мала кілька дітей, у тому числі Мануїла Каміцеса [8].
- Олексій Комнін Ангел (нар. пр. 1131/32 р.) — був одружений, родина мала одного сина [9].
- Андронік Дука Ангел (нар. пр. 1133 р.- помер після 1185 р.) — одружився з Єфрасинією Кастамонітіссіою, від якої у нього було дев'ять дітей, рахуючи майбутніх імператорів: Олексія III і Ісаака II [10].
- Євдокія Ангеліна (нар. пр. 1134 р.) — дружина Гуделія Циканділа. Родина дітей не мала [11].
- Зоя Ангеліна (нар. пр. 1135 р.) — дружина Андроніка Сінадіна. У пари було кілька дітей, імена яких невідомі [12].
- Ісаак Ангел (нар. пр. 1137 р.) — військовий губернатор Кілікії.Був одружений, родина мала щонайменше трьох дітей[13].

Дата смерті Феодори достеменно невідома.